# Dasyprocta catrinae
Dasyprocta catrinae é uma espécie de roedor endêmico do Brasil da família das cutias Dasyproctidae e do gênero Dasyprocta. Animal de hábitos desconhecidos e de rara observação, ocorre na cidade de Joinville no estado de Santa Catarina.